# Monétay-sur-Allier
Monétay-sur-Allier è un comune francese di 570 abitanti situato nel dipartimento dell'Allier della regione dell'Alvernia-Rodano-Alpi.

## Società

### Evoluzione demografica
Abitanti censiti